# Schönbrunn, Baden-Württemberg
Schönbrunn är en kommun och ort i Rhein-Neckar-Kreis i regionen Rhein-Neckar i Regierungsbezirk Karlsruhe i förbundslandet Baden-Württemberg i Tyskland. 
Kommunen bildades 1 januari 1972 genom en sammanslagning av kommunerna Haag, Moosbrunn, Schönbrunn och Schwanheim.
Kommunen ingår i kommunalförbundet Eberbach tillsammans med staden Eberbach.